# Laxenburg
Laxenburg este o localitate din Austria Inferioară.